# Tampa Bay Buccaneers 2018
La stagione 2018 dei Tampa Bay Buccaneers è stata la 43ª della franchigia nella National Football League e la terza sotto la direzione del capo-allenatore Dirk Koetter. Perdendo contro i Baltimore Ravens nel quindicesimo turno, la squadra venne eliminata dalla corsa ai play-off per l'undicesima stagione consecutiva. Il 30 dicembre 2018, dopo aver perso l'ultima partita della stagione regolare contro gli Atlanta Falcons, i Buccaneers annunciarono il licenziamento di Koetter.

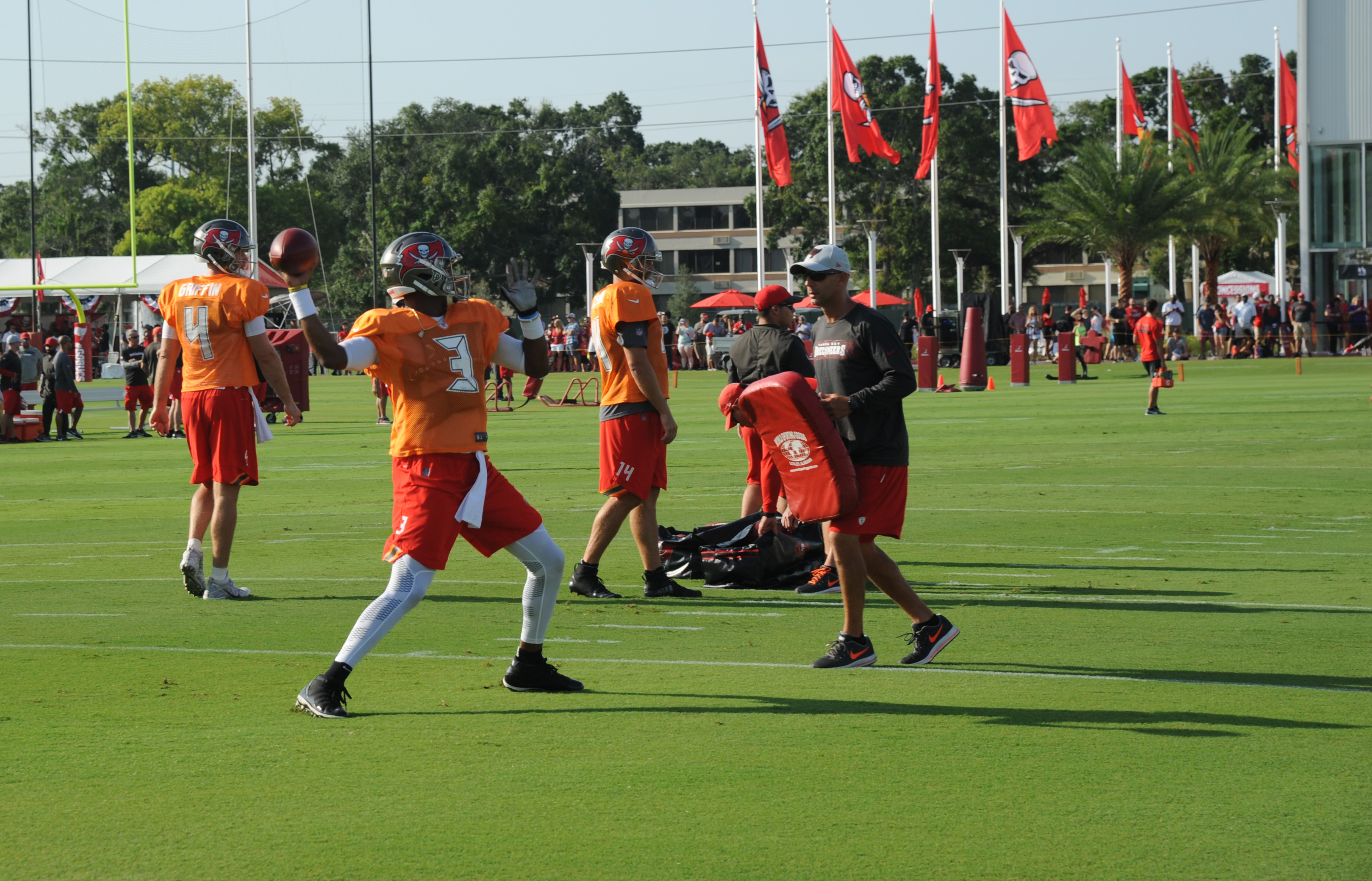
Il training camp 2018 dei Buccaneers

## Scelte nel Draft 2018
| Scelte dei Buccaneers nel Draft 2018 |        |                  |       |                |
| Giro                                 | Scelta | Giocatore        | Ruolo | College        |
| 1                                    | 12     | Vita Vea         | DT    | Washington     |
| 2                                    | 38     | Ronald Jones     | RB    | USC            |
| 2                                    | 53     | M.J. Stewart     | CB    | UNC            |
| 2                                    | 63     | Carlton Davis    | CB    | Auburn         |
| 3                                    | 94     | Alex Cappa       | OT    | Humboldt State |
| 4                                    | 117    | Jordan Whitehead | S     | Pittsburgh     |
| 5                                    | 144    | Justin Watson    | WR    | Pennsylvania   |
| 6                                    | 202    | Jack Cichy       | LB    | Wisconsin      |

## Staff
| Staff dei Tampa Bay Buccaneers nel 2018 |
| --- |
| Organi dirigenziali - Proprietario/Presidente: Famiglia Glazer - Co-Chairman: Bryan Glazer, Edward Glazer e Joel Glazer - General Manager: Jason Licht Capo allenatore - Dirk Koetter - Assistente – Anthony Perkins Altri allenatori - Preparatore atletico – Dave Kennedy - Assistente - Joe Vaughn - Assistente - Chad Wade Allenatori dell'attacco - Coordinatore offensivo/Wide Receiver – Todd Monken - Quarterback – Mike Bajakian - Running Back – Tim Spencer - Assistente Wide Receiver/Gestione gara – Andrew Weidinger - Tight End – Ben Steele - Offensive Line/Gioco sulle corse – George Warhop - Assistente Offensive Line – Butch Barry - Controllo qualità – Zack Grossi Allenatori della difesa - Coordinatore difensivo – Mike Smith - Defensive Line – Jay Hayes - Assistente Defensive Line – Paul Spicer - Linebacker – Mark Duffner - Defensive back – Jon Hoke - Defensive back – Brett Maxie - Controllo qualità – Dave Borgonzi Allenatori dello special team - Coordinatore dello Special Team: Nate Kazcor - Assistente – Carlos Polk |

## Roster
| Roster dei Tampa Bay Buccaneers nel 2018 |
| --- |
| Quarterback - 14 Ryan Fitzpatrick - 4 Ryan Griffin Running Back - 25 Peyton Barber - 27 Ronald Jones - 32 Jacquizz Rodgers - 38 Shaun Wilson Wide Receiver - 13 Mike Evans - 12 Chris Godwin - 10 Adam Humphries - 11 DeSean Jackson - 16 Freddie Martino - 17 Justin Watson Tight End - 82 Antony Auclair - 84 Cameron Brate - 45 Alan Cross - 80 O.J. Howard Offensive Linemen - 77 Caleb Benenoch T - 65 Alex Cappa OL - 69 Demar Dotson T - 66 Ryan Jensen C - 67 Michael Liedtke G - 74 Ali Marpet C - 76 Donovan Smith T - 62 Evan Smith G - 66 Leonard Wester T Defensive Linemen - 91 Beau Allen DT - 92 Will Clarke DE - 97 Vinny Curry DE - 92 William Gholston DE - 93 Gerald McCoy DT - 94 Carl Nassib DE - 90 Jason Pierre-Paul DE - 57 Noah Spence DE - 50 Vita Vea DT - 56 Jerel Worthy DT Linebacker - 58 Kwon Alexander MLB - 48 Jack Cichy LB - 54 Lavonte David OLB - 52 Cameron Lynch OLB - 53 Adarius Taylor LB Defensive Back - 23 Chris Conte S - 33 Carlton Davis CB - 35 Javien Elliott CB - 21 Justin Evans S - 24 Brent Grimes CB - 39 Isaiah Johnson S - 29 Ryan Smith CB - 36 M.J. Stewart CB - 31 Jordan Whitehead S - -- Marcus Williams CB Special Team - 9 Bryan Anger P - 7 Chandler Catanzaro K - 89 Garrison Sanborn LS Lista delle riserve - 83 Sergio Bailey WR (IR) - 51 Kendell Beckwith LB (Active/NF-Inj.) - 28 Vernon Hargreaves CB (IR) - 98 Mitch Unrein DT (IR) - 3 Jameis Winston QB (Sospeso) Squadra di allenamento - 64 Cole Boozer G - 71 Demone Harris DE - 88 Tanner Hudson TE - 34 Godwin Igwebuike S - -- Jarron Jones OT - 78 Jeremiah Ledbetter DT - 46 Eric Nzeocha OLB - 79 Pat O'Connor DE - 44 Dare Ogunbowale RB - -- Jeff Richards CB - 85 Bobo Wilson WR 53 attivi, 5 inattivi, 11 nella squadra di allenamento |
| Legenda - I rookie sono in corsivo. - Il primo ruolo è il principale mentre gli eventuali successivi indicano i ruoli secondari. - (IR) sta per Injured Reserve ed indica la lista ristretta per un solo giocatore infortunato che può tornare ad allenarsi dopo la settimana 6 e a rientrare in prima squadra dopo che questa ha giocato 8 partite. - (NF-Inj.) / (NF-Ill.) stanno rispettivamente per Non-Football Injured e Non-Football Illness ed indicano le liste dove viene inserito un giocatore che ha un infortunio o una malattia non dipendente dal football americano. - (PUP) sta per Physically Unable to Perform ed indica la lista dove viene inserito un giocatore mentre è in attesa di recuperare la condizione fisica. Nella stagione regolare dopo la sesta partita giocata dalla propria squadra, il giocatore ha tempo tre settimane per riprendere ad allenarsi, più tre settimane aggiuntive dal suo rientro agli allenamenti per rientrare in prima squadra. |

## Calendario

### Stagione regolare
Il calendario della stagione è stato annunciato il 19 aprile 2018.
| Stagione regolare |                       |                    |                    |                         |                    |
| Turno             | Avversario            | Risultato          | Record             | Stadio                  | Sintesi            |
| 1                 | at New Orleans Saints | V 48–40            | 1–0                | Mercedes-Benz Superdome | Recap              |
| 2                 | Philadelphia Eagles   | V 27–21            | 2–0                | Raymond James Stadium   | Recap              |
| 3                 | Pittsburgh Steelers   | S 27–30            | 2–1                | Raymond James Stadium   | Recap              |
| 4                 | at Chicago Bears      | S 10–48            | 2–2                | Soldier Field           | Recap              |
| 5                 | Settimana di pausa    | Settimana di pausa | Settimana di pausa | Settimana di pausa      | Settimana di pausa |
| 6                 | at Atlanta Falcons    | S 29–34            | 2–3                | Mercedes-Benz Stadium   | Recap              |
| 7                 | Cleveland Browns      | V 26–23            | 3–3                | Raymond James Stadium   | Recap              |
| 8                 | at Cincinnati Bengals | S 34–37            | 3–4                | Paul Brown Stadium      | Recap              |
| 9                 | at Carolina Panthers  | S 28–42            | 3–5                | Bank of America Stadium | Recap              |
| 10                | Washington Redskins   | S 3–16             | 3–6                | Raymond James Stadium   | Recap              |
| 11                | at New York Giants    | S 35–38            | 3–7                | MetLife Stadium         | Recap              |
| 12                | San Francisco 49ers   | V 27–9             | 4–7                | Raymond James Stadium   | Recap              |
| 13                | Carolina Panthers     | V 24–17            | 5–7                | Raymond James Stadium   | Recap              |
| 14                | New Orleans Saints    | S 14–28            | 5–8                | Raymond James Stadium   | Recap              |
| 15                | at Baltimore Ravens   | S 12–20            | 5–9                | M&T Bank Stadium        | Recap              |
| 16                | at Dallas Cowboys     | S 20–27            | 5–10               | AT&T Stadium            | Recap              |
| 17                | Atlanta Falcons       | S 32–34            | 5–11               | Raymond James Stadium   | Recap              |

Note
- Gli avversari della propria division sono in grassetto.

## Classifiche

### Division
| NFC South            | NFC South | NFC South | NFC South | NFC South | NFC South | NFC South | NFC South | NFC South |
| vedi • disc. • mod.  | V         | S         | P         | PCT       | DIV       | CONF      | PF        | PS        |
| -------------------- | --------- | --------- | --------- | --------- | --------- | --------- | --------- | --------- |
| New Orleans Saints   | 13        | 2         | 0         | .867      | 2–1       | 7–2       | 419       | 269       |
| Carolina Panthers    | 6         | 6         | 0         | .500      | 1–2       | 4–5       | 304       | 306       |
| Tampa Bay Buccaneers | 5         | 7         | 0         | .417      | 2–2       | 4–5       | 318       | 355       |
| Atlanta Falcons      | 4         | 8         | 0         | .333      | 2–2       | 4–4       | 296       | 333       |
|                      |           |           |           |           |           |           |           |           |
|                      |           |           |           |           |           |           |           |           |

### Conference
| National Football Conference           | National Football Conference | National Football Conference | National Football Conference | National Football Conference | National Football Conference | National Football Conference | National Football Conference | National Football Conference | National Football Conference | National Football Conference |
| Pos.                                   | Squadra                      | Division                     | V                            | S                            | P                            | PCT                          | DIV                          | CONF                         | SOS                          | SOV                          |
| Capolista di Division                  | Capolista di Division        | Capolista di Division        | Capolista di Division        | Capolista di Division        | Capolista di Division        | Capolista di Division        | Capolista di Division        | Capolista di Division        | Capolista di Division        | Capolista di Division        |
| -------------------------------------- | ---------------------------- | ---------------------------- | ---------------------------- | ---------------------------- | ---------------------------- | ---------------------------- | ---------------------------- | ---------------------------- | ---------------------------- | ---------------------------- |
| 1                                      | Los Angeles Rams             | West                         | 13                           | 3                            | 0                            | .813                         | 4–0                          | 7–1                          | .493                         | .462                         |
| 2                                      | New Orleans Saints           | South                        | 13                           | 3                            | 0                            | .813                         | 2–1                          | 7–2                          | .486                         | .483                         |
| 3                                      | Chicago Bears                | North                        | 9                            | 4                            | 0                            | .692                         | 3–1                          | 6–2                          | .417                         | .380                         |
| 4                                      | Dallas Cowboys               | East                         | 8                            | 6                            | 0                            | .571                         | 3–1                          | 6–3                          | .500                         | .452                         |
| Wild Card                              |                              |                              |                              |                              |                              |                              |                              |                              |                              |                              |
| 5                                      | Seattle Seahawks             | West                         | 10                           | 6                            | 0                            | .625                         | 2–2                          | 6–3                          | .510                         | .339                         |
| 6                                      | Minnesota Vikings            | North                        | 6                            | 5                            | 1                            | .542                         | 2–1–1                        | 5–3–1                        | .479                         | .313                         |
| Non qualificati per i play-off         |                              |                              |                              |                              |                              |                              |                              |                              |                              |                              |
| 7                                      | Carolina Panthers            | South                        | 6                            | 6                            | 0                            | .500                         | 1–2                          | 4–5                          | .469                         | .472                         |
| 8                                      | Philadelphia Eagles          | East                         | 9                            | 7                            | 0                            | .563                         | 3–1                          | 4–5                          | .476                         | .389                         |
| 9                                      | Washington Redskins          | East                         | 6                            | 7                            | 0                            | .462                         | 2–2                          | 6–4                          | .496                         | .410                         |
| 10                                     | Tampa Bay Buccaneers         | South                        | 5                            | 7                            | 0                            | .417                         | 2–2                          | 4–5                          | .479                         | .475                         |
| 11                                     | Green Bay Packers            | North                        | 5                            | 7                            | 1                            | .423                         | 1–2–1                        | 2–6–1                        | .507                         | .417                         |
| 12                                     | Atlanta Falcons              | South                        | 4                            | 8                            | 0                            | .333                         | 2–2                          | 4–4                          | .542                         | .438                         |
| 13                                     | New York Giants              | East                         | 5                            | 8                            | 0                            | .385                         | 0–4                          | 3–7                          | .507                         | .500                         |
| 14                                     | Detroit Lions                | North                        | 4                            | 8                            | 0                            | .333                         | 1–3                          | 2–7                          | .542                         | .531                         |
| 15                                     | Arizona Cardinals            | West                         | 3                            | 9                            | 0                            | .250                         | 2–2                          | 3–5                          | .514                         | .236                         |
| 16                                     | San Francisco 49ers          | West                         | 2                            | 10                           | 0                            | .167                         | 0–4                          | 1–8                          | .479                         | .250                         |
| Criteri di spareggio                   |                              |                              |                              |                              |                              |                              |                              |                              |                              |                              |
| 1. 2. 3.                               |                              |                              |                              |                              |                              |                              |                              |                              |                              |                              |
| Legenda                                |                              |                              |                              |                              |                              |                              |                              |                              |                              |                              |
| w — wild card ottenuta                 |                              |                              |                              |                              |                              |                              |                              |                              |                              |                              |
| x — partecipazione ai playoff ottenuta |                              |                              |                              |                              |                              |                              |                              |                              |                              |                              |
| y — campioni di division               |                              |                              |                              |                              |                              |                              |                              |                              |                              |                              |
| z — salto del primo turno di play-off  |                              |                              |                              |                              |                              |                              |                              |                              |                              |                              |
| * — vantaggio del campo ottenuto       |                              |                              |                              |                              |                              |                              |                              |                              |                              |                              |

## Premi

### Pro Bowler
Mike Evans, selezionato al posto dell'infortunato Julio Jones, è stato l'unico giocatore dei Bucs convocato per il Pro Bowl 2019 a Orlando, Florida.

### Premi settimanali e mensili
- Ryan Fitzpatrick:

giocatore offensivo della NFC della settimana 1
quarterback della settimana 1